# Słopnice
Słopnice è un comune rurale polacco del distretto di Limanowa, nel voivodato della Piccola Polonia.
Ricopre una superficie di 56,74 km² e nel 2004 contava 5 848 abitanti.